# Irene Hansen
Irene Hansen, född 4 augusti 1935 i Malmö, död 4 april 2013, var en dansk skådespelare.
Hansen debuterade som barnskådespelare år 1949 i filmen Det gælder os alle. Hon studerade drama för Blanche Funch och fick sin formella teaterutbildning vid Privatteatrenes elevskole 1954–1956. Under sin studietid scendebuterade hon på Frederiksberg Teater i revyn En-to-tre. Som filmskådespelare var hon aktiv under 1950-talet.

## Filmografi
- 1958 – Vagabonderne på Bakkegården
- 1956 – Far til fire i byen
- 1954 – En sømand går i land
- 1953 – Far til fire
- 1953 – Fløjtespilleren
- 1953 – Det gælder livet
- 1952 – Ta' Pelle med
- 1949 – Det gælder os alle